# الملك العم (فلم هندي)
الملك العم (بالإنجليزية: King Uncle) فيلم هندي أنتج في 1993 فيلم كوميدي أكشن من إخراج راكيش روشان. الفيلم من بطولة جاكي شروف، شاه روخ خان، أنو أجراوال، ناغما، باريش راوال، سوشميتا موخيرجي، بوجا روباريل وديفين فيرما. استوحي الفيلم من الفيلم الإنجليزي آني لعام 1982 الذي قام ببطولته إيلين كوين وألبرت فيني، والذي يستند بدوره إلى الشريط الهزلي ليتل أورفان آني لعام 1924 من تأليف هارولد جراي. حقق الفيلم نجاحًا معتدلًا في شباك التذاكر واكتسب منذ ذلك الحين مكانة عبادة، وحظي باستقبال جيد من قبل العائلات والأطفال. تلقى أداء كل من شروف وروباريل إشادة من النقاد.

## القصة
يحكي الفيلم قصة رجل الأعمال الثري أشوك بانسال الذي يدير أسرته بقبضة من حديد ومستبد فكل من شقيقته سونيتا وشقيقه الأصغر أنيل يعتبرن من الضحايا أنيل يريد أن يتزوج من فتاة إسمها كافيتا وهي من الطبقة الفقيرة.و اشوك رفض . و غضب فغادر أنيل المنزل بشكل دائم و تزوج بكافيتا. المسكينة سونيتا مشكلتها أكبر صعوبة بحيث أغرمت بعامل لدى أخيها و هذا الأخير أرغمها بالزواج بشخص لديه معه مصالح مالية و بقي أشوك وحيد في منزله الكبير ولكن يحدث أمر غريب تفر فتاة من دار الأيتام بعد معاناتها من المعاملة السيئة فتدخل منزل أشوك الذي بدوره كان غاضب لكنه إستضافها و بعد فترة عندما أعادها أحس بأنه أصبح لديه حنين لأجلها فعاد لإستعادتها و فهم من خلال هذه الفتاة أهمية العائلة فإستعاد أخوه و أعاد أخته التي كانت تعاني و بدأ في إجراءات الطلاق

## طاقم التمثيل
- جاكي شروف بدور أشوك بانسال المعروف أيضًا باسم عم الملك
- شاه روخ خان بدور أنيل بانسال
- النجمة بدور كافيتا
- آنو آغاروال بدور فيني
- بوجا روباريل بدور مونا، الفتاة اليتيمة
- فيفيك فاسواني  بدور كمال
- نيفيديتا جوشي بدور سونيتا بانسال
- باريش روال بدور براتاب
- سوشميتا موخرجي في دور شانتي، مديرة دار الأيتام
- ديفين فيرما بدور كريم
- داليب تاهيل في دور براديب
- بهارات كابور بدور السيد مالك
- مادو مالهوترا بدور السيدة ماليك
- فيجو خوتي الزواج مستشار
- دينيش هينجو
- راج كيشور
- ديب موخيرجي في دور والد أشوك (ظهر)
- كونيكا بدور والدة أشوك (حجاب)
- جوجيندر (نقش)
- راجيش بوري (حجاب)
- جودي ماروتي (حجاب)

## وصلات خارجية
- الملك العم على موقع IMDb (الإنجليزية)
- الملك العم على موقع فيلمافينيتي (الإسبانية)
- الملك العم على موقع قاعدة بيانات الفيلم (الإنجليزية)
- الملك العم على موقع ليتربوكسد (الإنجليزية)
- الملك العم على موقع كينوبويسك (الروسية)